# Émile-Antoine Bourdelle
Émile-Antoine Bourdelle (Montauban (Tarn-et-Garonne), 30 oktober 1861 – Le Vésinet (Yvelines), 1 oktober 1929) was een Franse beeldhouwer en schilder. Hij was een van de pioniers van de monumentale beeldhouwkunst van de twintigste eeuw. Zijn van pathos en monumentale kracht vervulde werk wordt gekarakteriseerd door een harmonische beweging.

## Leven en werk

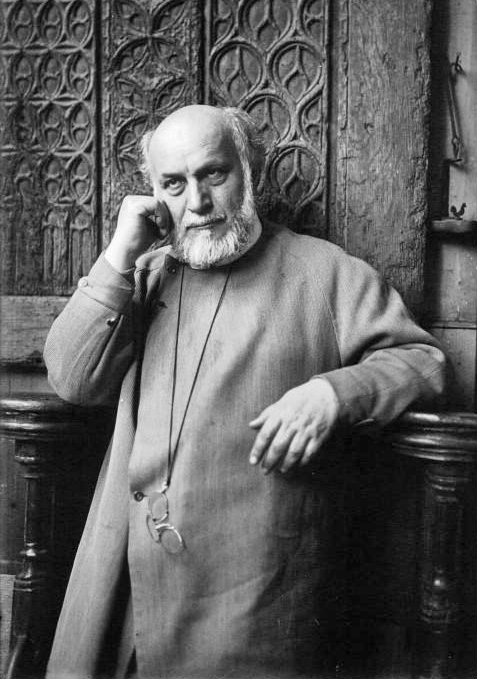
Bourdelle in 1925

Bourdelle ging op dertienjarige leeftijd als houtbewerker in de meubelmakerij van zijn vader werken. Hij leerde tekenen bij de oprichter van het Musée Ingres in Montauban, daarna beeldhouwen aan de Académie des Beaux Arts in Toulouse, waar hij tien jaar doorbracht. Hij kreeg op vierentwintigjarige leeftijd een beurs voor de École des Beaux Arts in Parijs. Zijn leermeesters waren Alexandre Falguière en Jules Dalou.
In 1888 vervaardigde hij zijn eerste sculpturen, waaronder portretten van Beethoven en Émile Pouvillon. Dit eerste werkt kenmerkt zich door zijn realisme, in navolging van zijn leermeester Falguière. Auguste Rodin bewonderde zijn werk en vanaf 1893 tot 1908 werkte Bourdelle als Rodins assistent. Onder invloed van Rodin werd het werk van Bourdelle in de jaren 1890 meer expressionistisch. In het tweede deel van zijn carrière kwam Bourdelle tot wasdom. In deze fase van synthetisme zocht hij naar het vereenvoudigen van vormen en vlakken.
Bourdelle ontwikkelde zich tot een bekende leermeester, zowel in Rodins als in zijn eigen atelier. Vele, later bekende, kunstenaars (waaronder Alberto Giacometti, Aristide Maillol, René Iché, Germaine Richier, Bror Hjorth en Otto Gutfreund) kregen van hem onderricht, waardoor hij een aanzienlijke invloed op de beeldhouwkunst uitoefende. Zijn Héraklès archer was een van de centrale stukken van de Salon van 1910 en oogstte veel lof. Van 1909 tot aan zijn dood in 1929 was hij docent aan de belangrijke Académie de la Grande Chaumière in Parijs. Hij was de oprichter en vicepresident van de "Salon des Tuileries" in Parijs.
Hij ondertekende zijn werk met een monogram bestaande uit een staande A gekruist met een liggende B.
Antoine Bourdelle was achtereenvolgens gehuwd met Stéphanie van Parys en Cléopâtre Sevastos. Hij was de vader van kunstschilder Pierre Bourdelle (1901-1966). 
Hij stierf in 1929 en werd begraven op Cimetière du Montparnasse.

## Enkele belangrijke sculpturen
- Beethoven (1888)
- Héraklès archer (1909/1910)
- Centaure mourant
- Carpeaux au travail
- Adam
- Ingres
- Sapho

### Oorlogsmonumenten

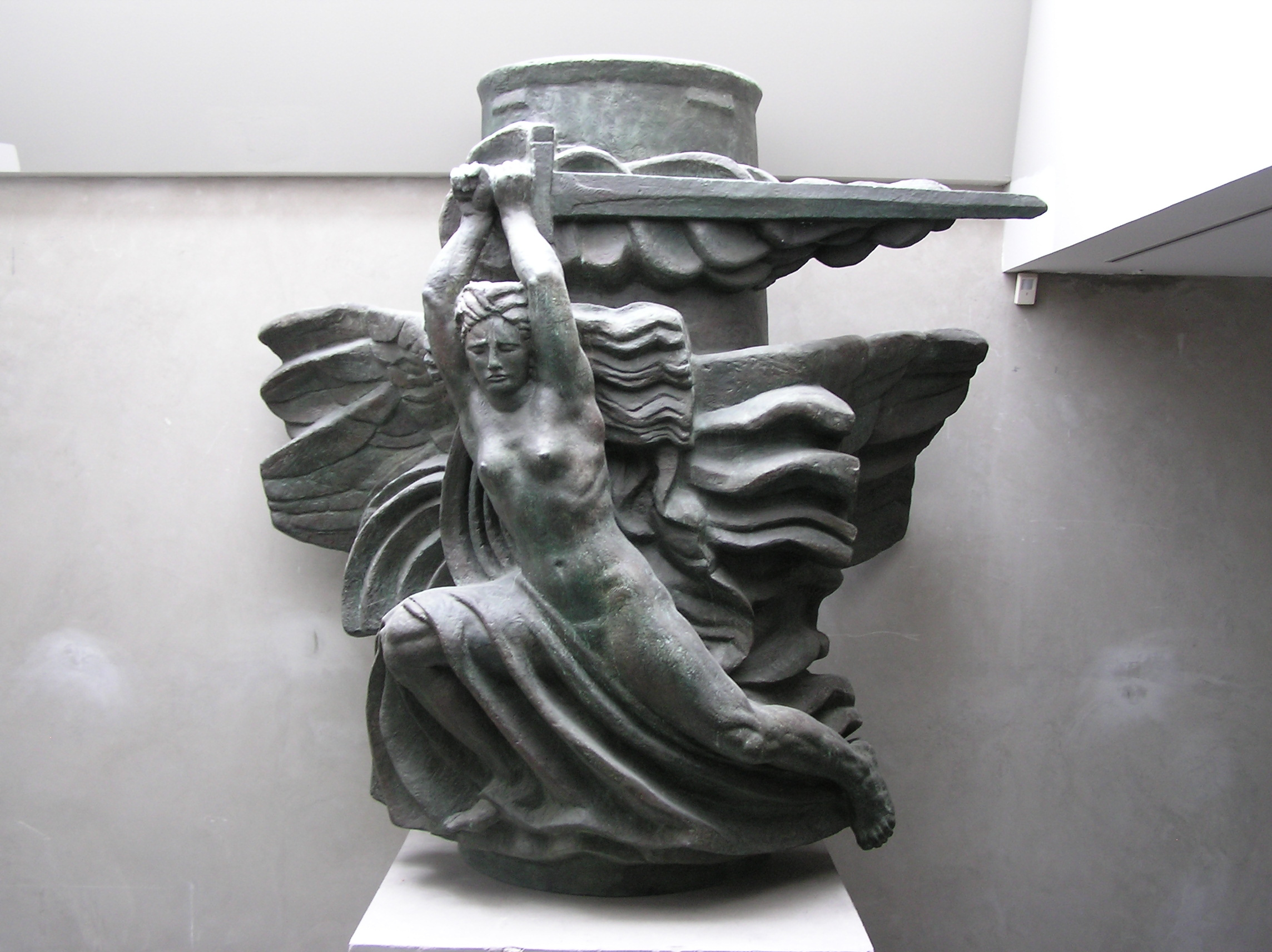
Le Monument à Mickiewicz : l'Epopée Polonaise
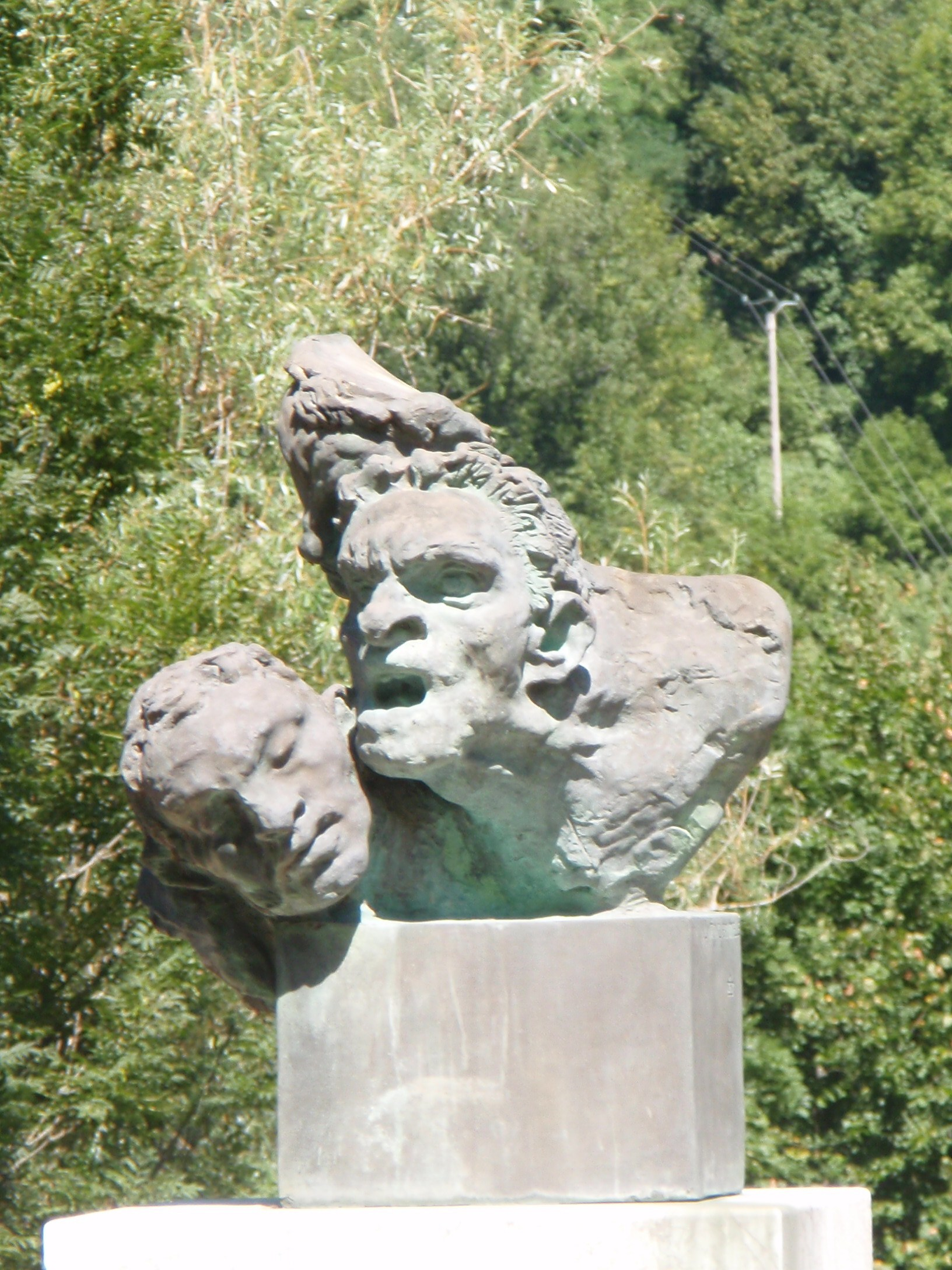
Monument aux morts de Capoulet-et-Junac (1900), Capoulet-et-Junac
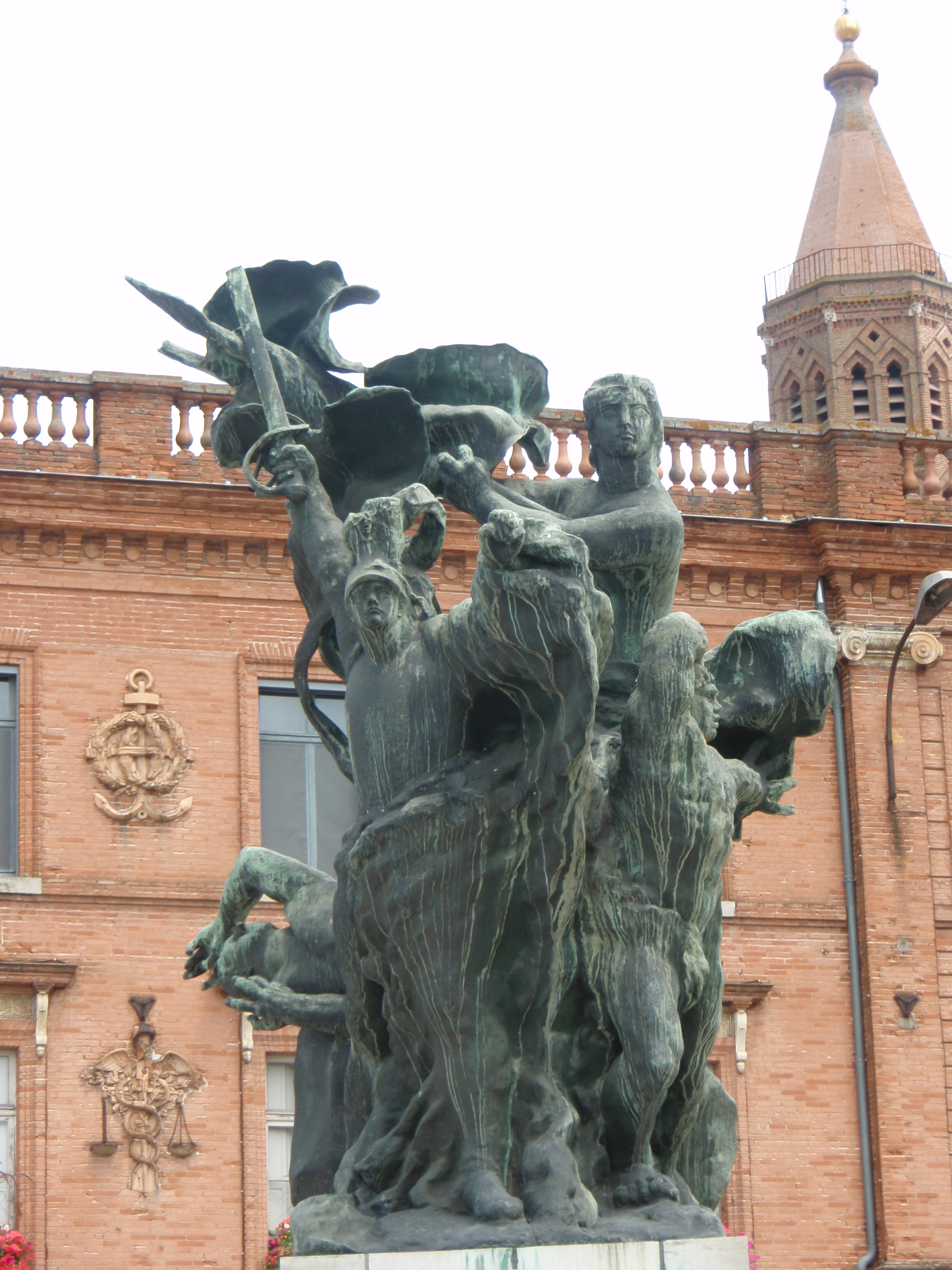
Monument aux morts, combattants et serviteurs du Tarn-et-Garonne, 1870-1871 (1902) in Montauban
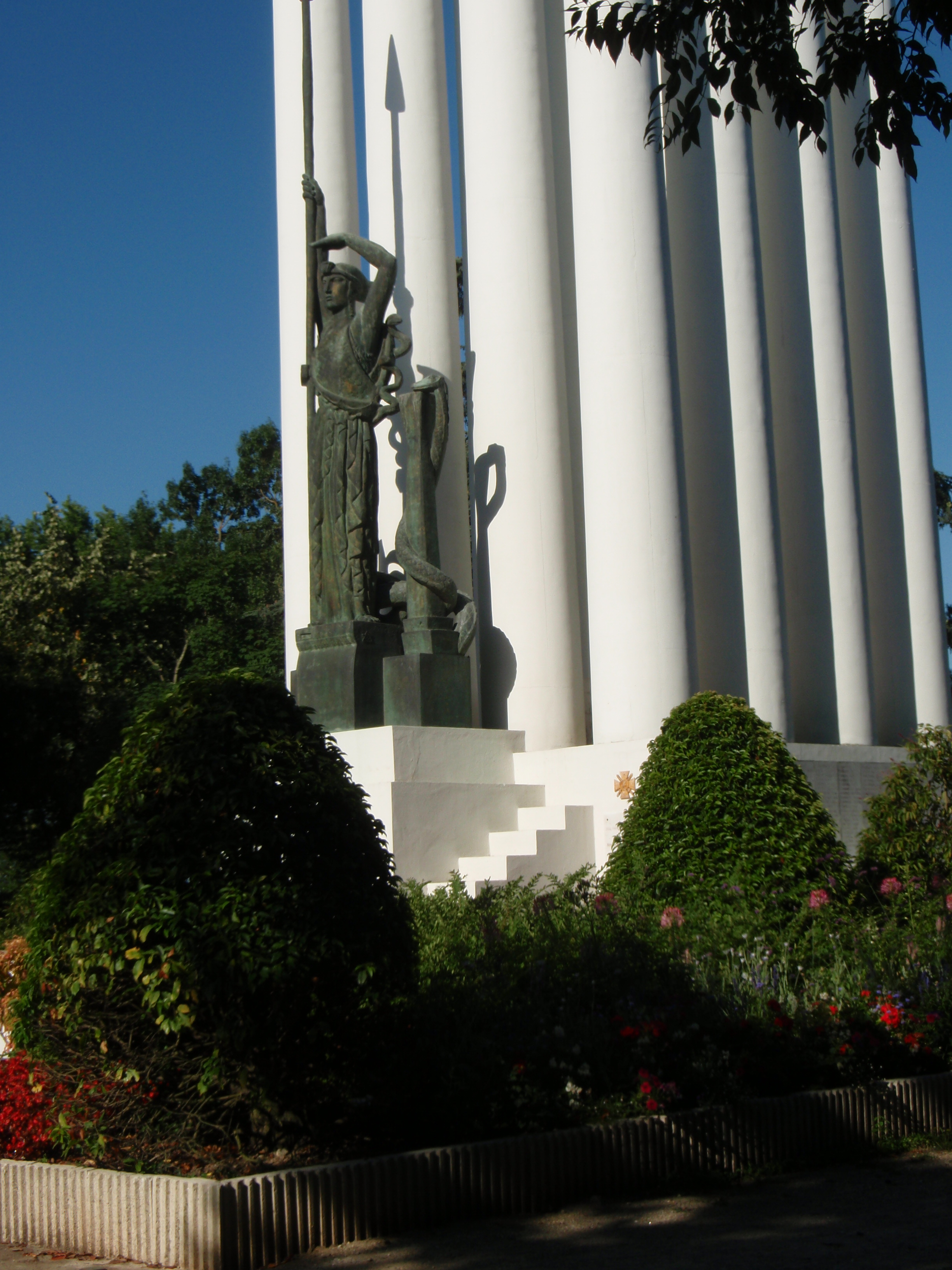
Monument aux morts de la guerre de 1914-1918 (1925) in Montauban

## Musea/beeldenparken
Het Musée Bourdelle (16, rue Antoine Bourdelle in Parijs) bestaat uit Bourdelle's woonhuis, zijn atelier en de tuin. Hij heeft er van 1884 tot 1929 gewoond en gewerkt. In 1992 werd het museum uitgebreid met een nieuwe vleugel ontworpen door de architect Christian de Portzamparc.
Nog eens 56 sculpturen van Bourdelle bevinden zich in Musée jardin Antoine Bourdelle, een museum/beeldenpark van het departement Seine-et-Marne in Égreville.
In Montauban wordt Bourdelle geëerd in het Musée Ingres Bourdelle, waar tientallen beelden, bustes, torso's en modellen van de in Montauban geboren Bourdelle worden geëxposeerd.
Werk van Émile-Antoine Bourdelle bevindt zich onder andere ook in de navolgende collecties:
- Aichi Prefectural Museum of Art, Japan
- Courtauld Gallery in het Courtauld Institute of Art, Londen
- California Palace of the Legion of Honor, San Francisco
- Galleria nazionale d'arte moderna e contemporanea, Rome
- Hermitage (Sint-Petersburg)
- Hirshhorn Museum and Sculpture Garden, Washington D.C.
- Kimbell Art Museum Fort Worth, Texas
- Koninklijke Musea voor Schone Kunsten van België, Brussel
- Beeldenpark van het Kröller-Müller Museum in Otterlo
- Minneapolis Sculpture Garden, Minneapolis Minnesota
- Museo Nacional de Bellas Artes, Buenos Aires, Argentinië
- National Gallery of Scotland, Edinburgh
- National Gallery of Australia, Canberra
- Billy Rose Art Garden, Jeruzalem

### Fotogalerij

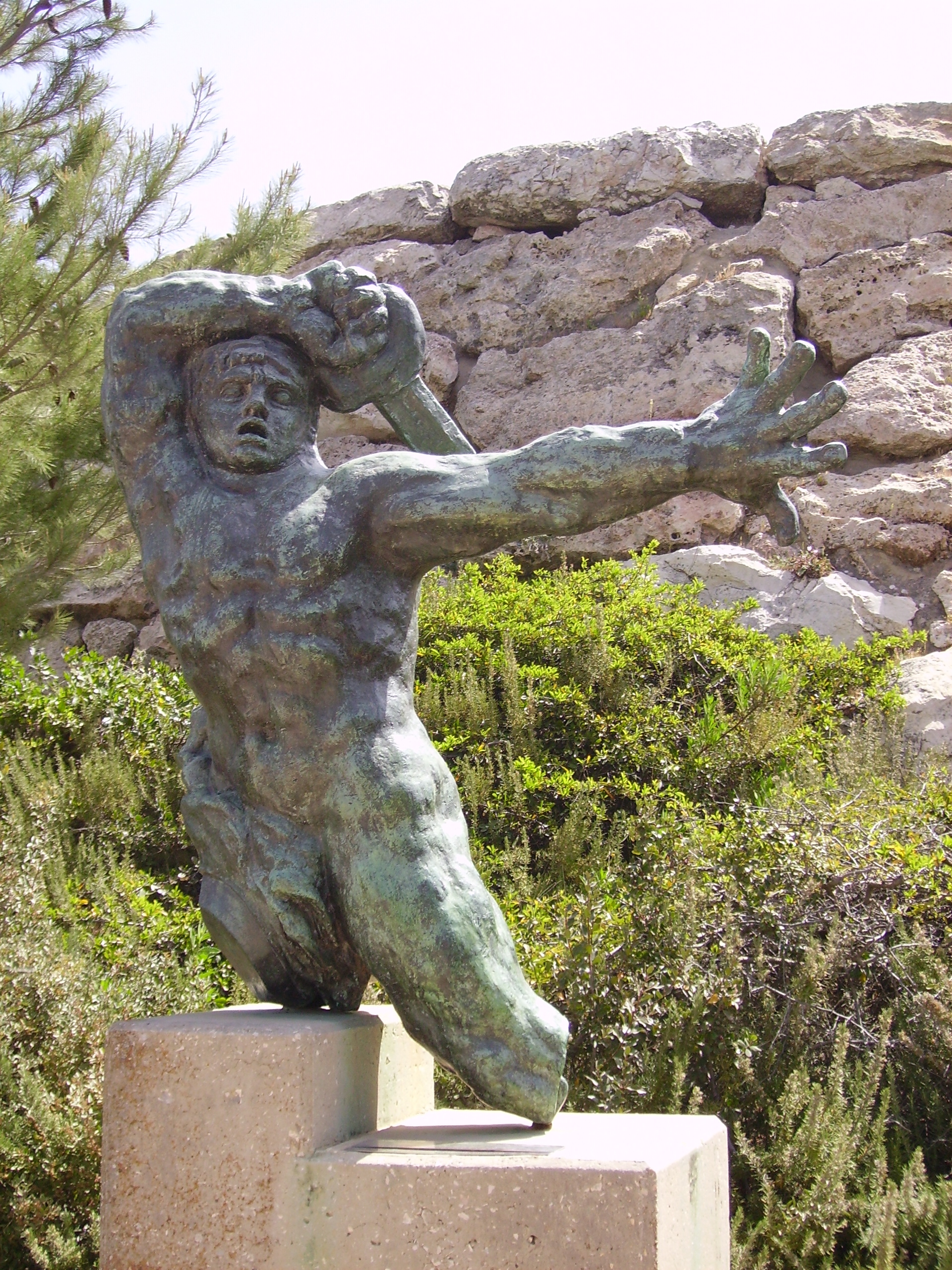
Studie Le Guerrier de Montauban, Jeruzalem
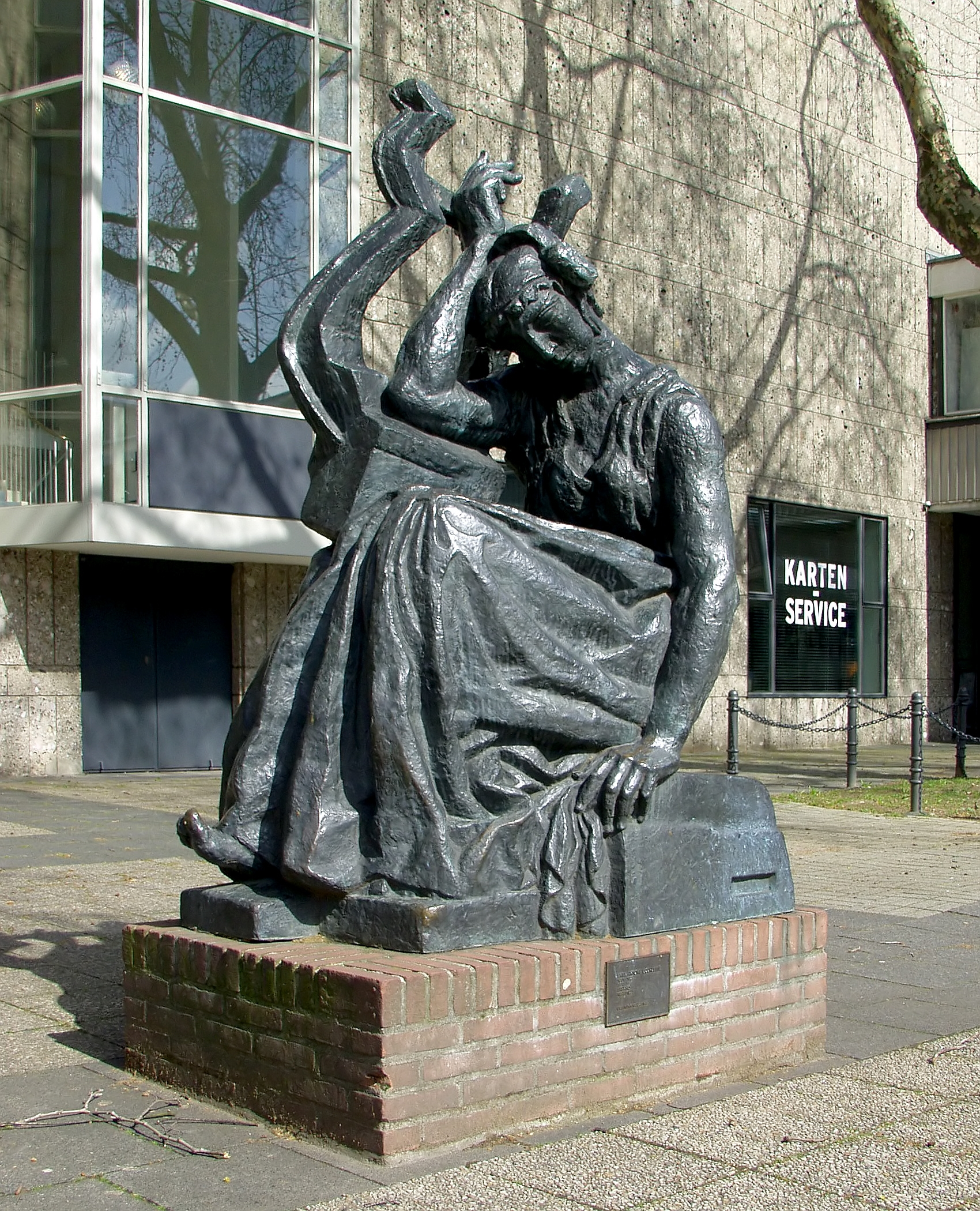
Sappho, Schauspielhaus in Keulen
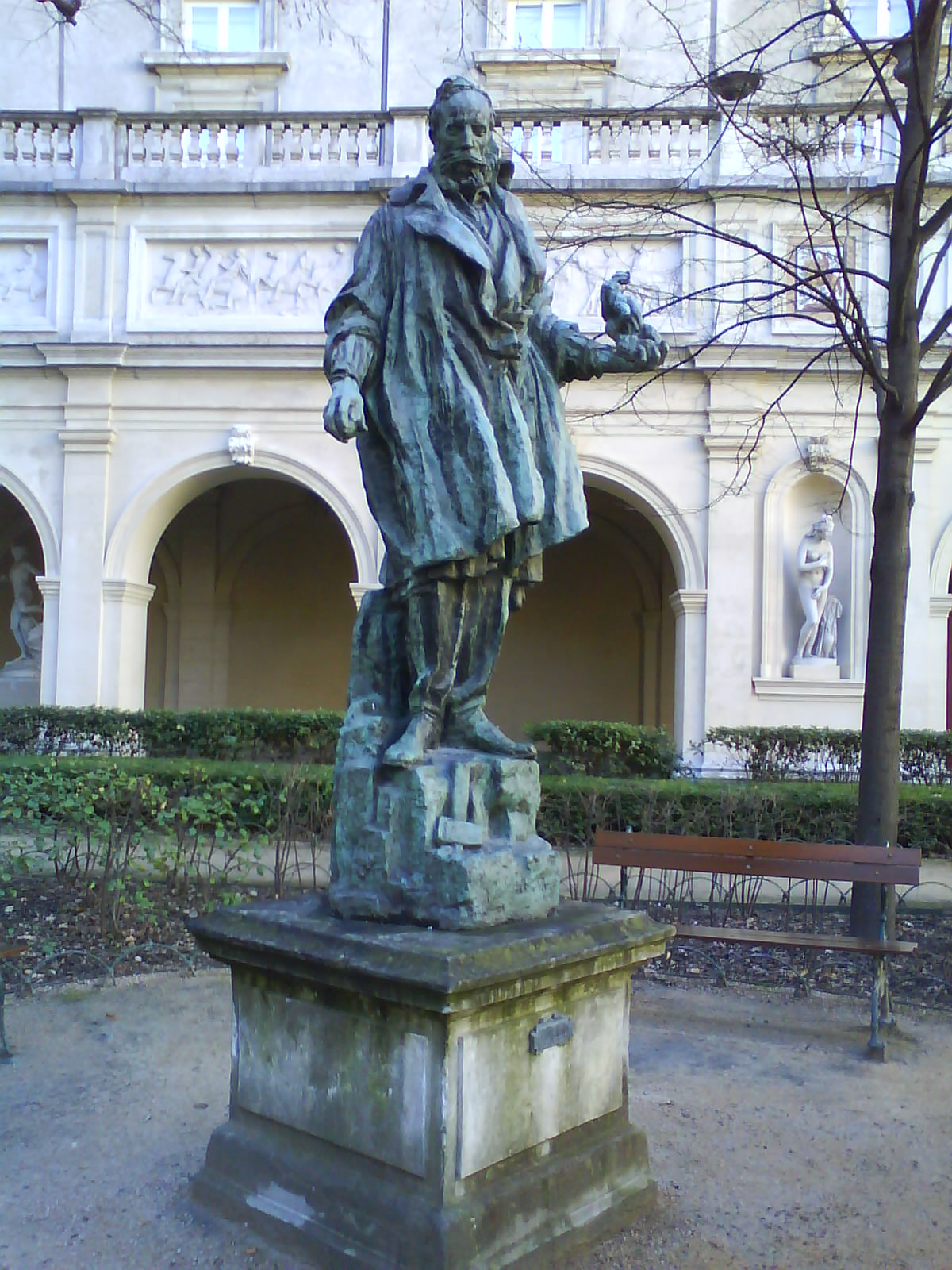
Carpeaux aux travail, Musée des Beaux-Arts de Lyon
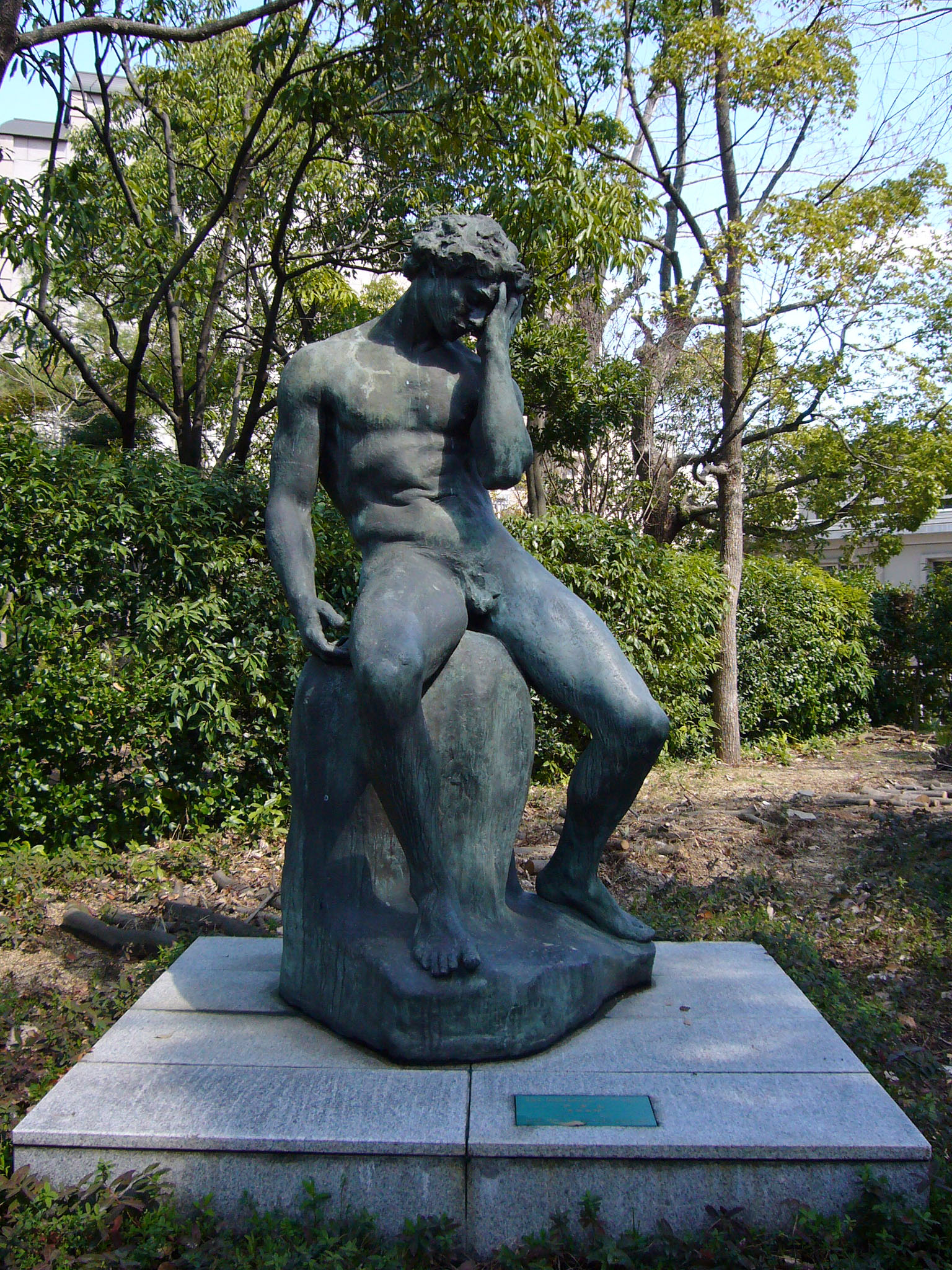
Adam, Kobe (Japan)
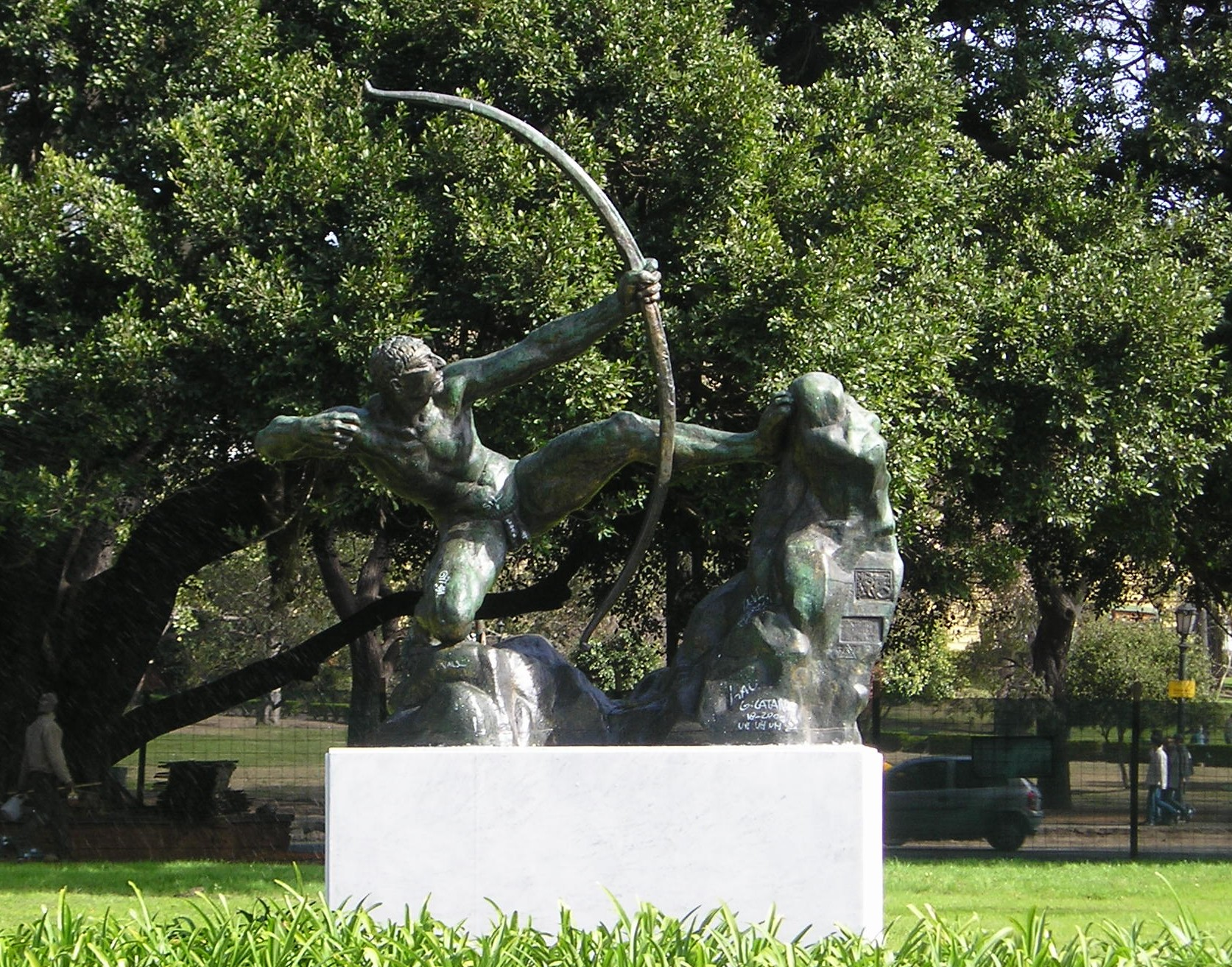
Héraklès Archer (1909) in Buenos Aires, Argentinië; een ander afgietsel bevindt zich in het Musée Bourdelle
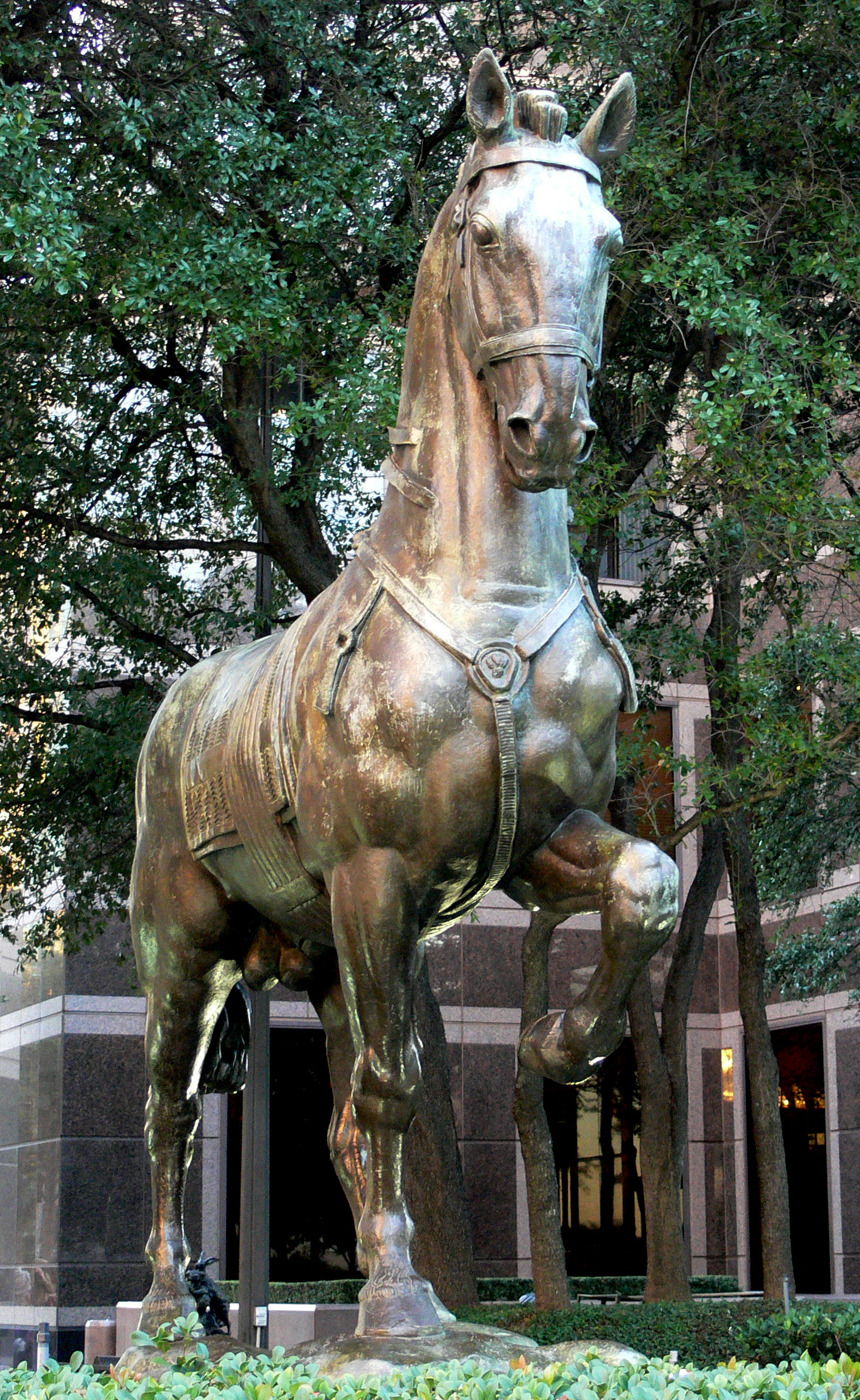
Studie voor het Monumento al General Alvear (Buenos Aires) in de Trammell Crow Center Sculpture Garden in Dallas (Texas)

## Prix Bourdelle
In 1959 werd de beeldhouwprijs Prix Bourdelle ingesteld voor internationaal opkomend talent. Een van de eerste laureaten was de Franse beeldhouwer Jean Cardot in 1961.